# Edmond Jacquelin
Edmond Jacquelin (Santenay (Côte-d'Or), 30 september 1875 – Parijs, 29 juni 1928) was een Frans wielrenner. Zijn bijnaam was Pioupiou.

## Carrière
Hij maakte kennis met de wielersport via de zoon van een bakker. Op zijn 18e won hij in Parijs zijn eerste wedstrijd, een handicaprace. Drie jaar later behoorde hij al tot de grootverdieners in het wielrennen.
Hij zou in 1928 geheel berooid gestorven zijn.

## Palmares
1896
 Nationaal kampioenschap sprint
 Wereldkampioenschap sprint
1898
 Wereldkampioenschap sprint
1900
 Wereldkampioenschap sprint
 Nationaal kampioenschap sprint
 Wereldkampioenschap tandem (met Louvet)
1901
 Wereldkampioenschap sprint
1902
 Nationaal kampioenschap sprint
- Bibliothèque nationale de France: cb14975191b (data)
- Gemeinsame Normdatei: 1037377990
- International Standard Name Identifier: 0000 0000 7718 9770
- Library of Congress Control Number: nb2010003269
- Système universitaire de documentation: 16476268X
- Virtual International Authority File: 107360943
- WorldCat: E39PBJbxCC34MYPddy6jRQjXBP